# 芳香療法
芳香療法，簡稱芳療，是指藉由來自食品、酒類、香料中的芳香成份（英語：Aroma compound）以及芳香植物所萃取出的精油（essential oil）作為媒介，並以按摩、泡澡、薰香等方式{經由呼吸道或皮膚吸收進入體內，來達到舒緩精神壓力與增進身體健康的一種自然療法。芳香療法起源於古埃及，近代盛行於歐洲。
儘管沒有足夠的醫學證據表明芳香療法可以預防、治療或治癒任何疾病， 但一些患者（例如癌症）會嘗試芳香療法來改善舒適，緩解疼痛、噁心或壓力。芳香療法使用的植物材料和芳香植物油，包括精油和其它芳香化合物，可用於改變人的情緒、認知、心理和身體健康。儘管它可能對控制症狀有用 ，尚無證據表明芳香療法可以預防或治癒任何疾病。
芳香療法可作為一種輔助療法，基於實證，配合規範治療，有助提升整體醫療效果。
專門使用芳香療法的芳香療法師，利用混合治療級別的精油，通過局部使用方法，包括按摩、吸入或浸水去激發所希望的效果。已有許多醫療證據表明，芳香療法可以預防或改善某些疾病，有助於整體的健康。過去由於科技所限，芳香療法一向都只能採用由天然芳香植物所萃取出的媒介。隨著有機化學的發展，現在很多香味都可以透過化學方法人工合成。不過，這些化學製成的人工香精，其功效往往不及天然的純質精油。 

## 何謂芳香療法
芳香療法（Aromatherapy）的渊源，可追溯至埃及、印度、中国、希腊和罗马等古文明，近代盛行於歐洲，是使用精油來達到舒緩精神壓力與增進身體的健康。起初多用在提神或宗教、冥想等方面，「芳香療法」(Aromatherapy)是近代才有的名詞，法國化學家René Maurice Gattefossé雷內・莫里斯・蓋特福斯， 1935年發表其研究成果於科學刊物上，首先運用此一名稱而開始了芳香療法（Aromatherapie）(法文），字源於拉丁文，Aroma-希臘文ἄρωμα意指：香味、芳香；而希臘文 θεραπεία- therapie， 則是指療癒、療養之意。
「芳香療法」一詞首次出現於化學家 René-Maurice Gattefossé在1937年所寫的 「Aromathérapie: Les Huiles Essentielles, Hormones Végétales」書籍中。
此外， 經由Gattefoss'e的經驗也證實了植物精油在科學上的立論根據，亦即「植物精油因其極佳的滲透性，而能達到肌膚的深層組織，進而被細小的脈管所吸收，最後經由血液循環，到達被治療的器官」。
自古人類便發現某些芳香植物可以幫助減輕生病時的疼痛與不適，而早在幾千年前的古文明大國藥典書籍中，也有詳細記載藥草治病的記錄，甚至觀察動物生病時也會本能地尋找天然藥草來治病的神奇力量，於是芳香植物可以治病的經驗就這樣長久傳承下來，延續至今。「Aroma/芳香」：表示嗅覺芳香氣味，「Therapy/治療」：是指設計一種治療方式來治癒個體，而「Aromatherapy/芳香療法」是指藉由芳香植物所萃取出的精油作為媒介，並以按摩、泡澡、薰香等方式， 經由呼吸或皮膚吸收進入體內，達到預防身心靈疾病與保健的功效，因此「芳香療法」亦可說是一種預防醫學。

## 分類
依照其應用地區，芳香療法大致可以分成以下三大類：
1. 家居芳香療法：有關如何在家居透過芳香療法作日常保健用途；
2. 臨床芳香療法：透過臨床實證及藥理分析，把芳香療法用於協助病患者復元；
3. 心理芳香療法：研究芳香療法對使用者的心理影響。

## 應用方式

### 嗅覺吸收法
經由呼吸道吸收是人體吸收最常見也最容易的方式，精油的氣味分子會經由下述方式傳遞至全身的各個器官和邊緣系統發揮作用，而邊緣系統的功能：嗅覺、記憶、情緒、自主神經反應等。因此邊緣系統又被稱作「內臟腦」（Visceral brain）、「情緒腦」（Emotional brain）或嗅腦（Olfactory brain）。
1. 分子→黏膜→感受器→嗅球→嗅束→邊緣系統→下視丘[需要解释]
2. 鼻子→氣管→肺→微血管→肺靜脈→心臟→動脈→微血管→細胞→微血管→靜脈→心臟→肺動脈→肺泡→微血管→循環全身[需要解释]

嗅吸法可分為薰香式、熱水蒸氣式、手帕（衛生紙）式、手掌摩擦式、噴霧式⋯⋯等。

### 經皮膚吸收
精油分子因為分子極小，有很強的滲透力，透過皮膚能迅速的吸引，並深入皮膚組織到達血液、淋巴等循環系統。精油在體內作用之後，因為是自然物質，所以能被身體完全排出統，例如：按摩，沐浴，泡澡等。

### 口服吸收
未经稀释的纯精油不可以口服，经由植物油/牛奶/蜂蜜等媒介稀释后的精油可以口服，但品种和剂量应先咨询专业芳香疗法治疗师而定，不可随意擅自服用以免使用不当造成不良后果。
另：英系芳香疗法着重于保健保养，故不赞成口服精油。而德法系芳香疗法与医疗体系紧密相连，所以有很多口服精油的临床案例可参考。精油是否需要口服并非一家之说，而是要视特殊情况而定。

## 芳香療法的演進歷史
芳香植物應用在傳統醫學的歷史相當悠久。傳說中，中醫學起源於“神農嚐百草”，中醫經典「神農本草經」記載著許多對植物運用的智慧，是現代藥草學家的指南。而明朝李時珍編撰的「本草綱目」則記載了兩千多種藥材與八千多種配方，直到今天，仍被中醫視為養生、治療疾病的重要參考資料。另外，在印度持續使用5000年的阿育吠陀療法(它亦是世上最古老的醫書Vedas吠陀經)中，也記載了許多芳香植物使用在宗教及醫療上的用途，但是在歷史上真正首度廣泛使用精油的證據可以追溯到古埃及時代。
- 西元前3000年

最早的芳香療法紀錄源自於埃及。埃及人習慣將芳香療法運用在生活上；祭典的獻禮、神聖儀式的薰香、慶典中舞者助興...從多種古書及古廟石牆上記載，數種祭司們使用的植物及使用方法，我們可以了解埃及人已將芳香植物廣泛的運用在藥材、化妝品、甚至是屍體的保存上。最有名的實例為西元三千年前的埃及豔后克麗奧佩脫拉，運用精油的神祕魅力保養皮膚並使得全身充滿香氣，成功讓凱撒大帝及馬克·安東尼拜倒其石榴裙下。在1922年埃及圖坦卡門墓被挖掘時，考古學家發現，埃及人使用了樹脂白松香、肉桂、乳香及雪松...等，來防止屍體腐化。經過現今科學證實，迄今已超過三千年考驗的木乃伊，展現了這些植物和芳香精油神奇、持久、令人不可思議的抗菌防腐能力。更甚者，連木乃伊裹屍布上殘餘的香料，都被17世紀的歐洲藥劑師蒸餾回收，循環再用成為所謂的「木乃伊靈藥」，可見其功效之神奇。
- 西元前460～377年

希臘人承襲了古埃及的藥草醫學，持續深入的研究，並產生許多新的發現。希臘人已了解哪些植物能提振精神、哪些植物使人昏昏欲睡。『醫學之父』希波克拉底 (Hippocrates,西元前460-377年)運用系統組織的方式分類及索引，將傳承至古埃及的知識，用科學的方式解析了三百多種藥草，記載成冊，成為藥草醫學重要的經典。希臘人狄歐斯科里德(Dioscorides)，約在公元50年至70年之間完成五卷的『藥材醫學論』紀錄500種藥用知識及使用方法。而在羅馬宮廷採用了許多希臘人作為御醫，植物精油的知識隨即傳入羅馬。蓋倫(Galen)運用他在醫學、解剖學、生理學的想法，依照植物的醫藥功能，將植物分門別類，即為現在『蓋倫分類法』。這幾本在古典時代完成的不朽著作，翻譯成多種語言，並隨著戰爭及文化交流傳向了東方世界。
- 十到十一世紀

在西羅馬帝國滅亡後，許多醫書典籍，隨著流亡的醫生，傳到了東方世界。在君士坦丁堡翻譯成阿拉伯文，經過時空的文化交流，古希臘羅馬建立起的醫學知識，在阿拉伯世界廣泛的流傳著。阿拉伯歷史上最偉大的醫生阿維森納(Avicenna)的『醫典』記錄了八百種以上的植物及對人體的效用，他最偉大的貢獻是在十一世紀，發明了蒸餾精油的技術，使得精油的品質及萃取的技術更趨於完整。
- 十二世紀

在十二世紀，透過十字軍東征的騎士們，將蒸餾技術及阿拉伯香水帶回歐洲，為歐洲黑暗時期注入一股新興曙光。為掩蓋體臭及保持心情愉悅，隨身攜帶香水及藥品已成為這個時代的潮流。在瘟疫和黑死病流行的十四世紀，人們將花瓣和藥草灑在路上，而且隨處可見公共場所掛著香包和芳香花草，用腳踩踏擠出花草汁，作為殺死病毒、防止蚊蟲滋長、杜絕傳染病的方式。在工業革命時代，世界各地的科學快速的興起，使得化學合成藥物大量出現，並成為醫藥學的主流配方，在大量製造便宜簡易的合成藥物蓬勃發展的時候，同時也發現了人工合成藥物的副作用(例如：當時普遍使用水銀來治療梅毒，然而水銀卻有極為可怕的副作用，它會讓病人不斷地流口水、牙齒鬆動、全身顫抖、甚至癱瘓，雖然有些梅毒病人真的就此痊癒，可是許多病人卻因此送命)，這使人們從新審視傳統天然植物精油的重要性，在這波回歸自然的潮流之下，許多科學家著手研究精油的特性與功效。
- 西元1920年

化妝品科學家雷內・莫里斯・蓋特福斯}（René-Maurice Gattefossé），在一次的實驗的爆炸意外中，不幸灼傷了手，因為身旁剛好有薰衣草精油，直接使用浸入其中，發現疼痛感消除了，並且傷口復原的狀況良好，沒有留下任何疤痕。於是在1928年，首次提出了『芳香療法Aromatherapy』，並且在第二次世界大戰的時候，得到許多臨床上的証實，在法國的到熱烈的迴響，也吸引了更多科學家加入研究。除了身體的療效，在長期精神疾病上也有了成功的臨床經驗。另外兩位芳療先師；加提（Gatti）和開久拉（Cajola）透過吸嗅法，釋放病患的記憶與情感，也證實精油對心理治療上的效果。
- 西元1950年

倫敦的保養專家馬格利特‧摩利（Marguerite Maury）首度將芳香療法，結合她所熟悉的臉部、身體按摩手技加上獨創的脊椎按摩術，針對病患的心理需求及症狀選擇適合的植物精油。從此之後，芳香療法有了新的轉變，不僅在英國奠定了深厚的基礎，並將觸角擴展到輔助醫療和整體醫療上。
- 近 代

民間已普遍的使用芳香療法，而各地政府及學院也陸續將芳香療法視為一們正式學科，很多私人的診所、醫院、療養院等也使用這種整體治療法來輔助人們恢復健康。2015年，澳洲政府衛生部公佈審查「是否有任何替代療法適合納入醫療保險」結果，芳香療法是缺乏有效證據的17 種療法之一。

在美國精油由美國食品藥物管理局或聯邦貿易委員會管理，精油沒有確定的品質標準；雖然業者使用「治療級」一詞，但並不具有管制的含義。

## 有效性
芳香療法治療功效的證據很少，尤其缺乏高品質的研究。
美國國家癌症研究所稱，目前芳香療法在癌症患者治療中的研究還沒有發表在符合同行評審的科學期刊上過。其他發表在非同行評審期刊上的研究結果則好壞參半。關於「睡眠、焦慮、情緒、噁心和疼痛」有些研究結果有所改善，有些則沒有改善。

## 安全問題
芳香療法存在多種不良反應的風險；再加上其益處缺乏證據，芳香療法的價值值得懷疑。 
許多研究探討了濃度高的精油會刺激皮膚，特別是以未稀釋的形式使用（稱為純淨使用）時。冷壓柑橘皮油（如檸檬油或萊姆油）可能會發生光毒性反應。
許多精油含有致敏成分（sensitiser，在多次使用後會引起皮膚不良反應，甚至身體其他部位的不良反應）。如果植物是人工栽培的而不是野生，則精油成分可能會受到除草劑的影響Some oils can be toxic to some domestic animals, with cats being particularly prone.。
有些精油對某些家畜來說可能有毒，貓尤其容易受到影響。大多數精油對人體也可能有毒性。一份報告記錄了三例青春期前男孩在接觸薰衣草和茶樹精油後出現男性女乳症。在英國的芳香療法貿易委員會則發表了一份聲明反駁。但另一個研究小組也發表了三例青春期前男孩因接觸外用薰衣草精油而患男性女乳症。 持續接觸薰衣草產品可能導致女孩乳房過早發育，並且「薰衣草精油和茶樹精油中的物質是潛在的內分泌干擾物，對雌激素和雄激素的受體有相當的影響」。
攝取精油或吸收時可能產生毒性。根據通報，低至 2 毫升的劑量就會引起臨床上明顯的症狀，而攝取僅 4 毫升就可能發生嚴重中毒。有報告稱，攝入鼠尾草、牛膝草、崖柏和雪松精油出現了肝損傷和癲癇等毒性反應。如果沒有適當收藏，可能會發生兒童意外誤食。如同任何具生物活性的物質，即使對一般公眾安全的精油仍然可能對孕婦和哺乳期婦女構成危害。
攝取或塗抹在皮膚上的精油可能會與藥物發生不良交互作用。例如，局部使用富含水楊酸甲酯的精油（如冬青油）可能會增強抗凝血劑華法林的作用。
2021 年末，一款芳香療法噴霧因受到類鼻疽伯克氏菌的污染，導致4例類鼻疽和2例死亡。

## 外部連結
- Aromatherapy- Aromatherapy information, articles and reviews
- AromaWeb （页面存档备份，存于）  - Portal of home aromatherapy

### 評論
- Smell Research by Tim Jacob: Aromatherapy - does it work?
- Aromatherapy: Making Dollars out of Scents （页面存档备份，存于）